# Земсков, Михаил Борисович
Михаил Борисович Земсков (род. 26 декабря 1973, Алма-Ата) — прозаик, драматург, литературтрегер, со-основатель «Открытой литературной школы Алматы».

## Биография
Родился в 1973 году, в Алма-Ате.
В 1996 окончил механико-математический факультет Казахского Национального Университета. В 2003 окончил Сценарно-Киноведческий факультет ВГИК по специальности «Драматургия» (мастерская Валентина Ежова).
Пишет прозу с 1990 года. С 1996-го публикуется в Казахстанских литературных журналах («Простор», «Аполлинарий»), с 2005-го и в Российских журналах («Дружба народов», «Октябрь», «Нева»). В 1999 окончил литературный курс казахстанского ОФ «Мусагет».
В 2005-м году стал лауреатом «Русской премии» за сборник рассказов «Алма-атинские истории».
Член Союза писателей Москвы.
Автор сценария короткометражного фильма «Трубка» (режиссёр Эни Деверо, 2008 год).
В 2009-м году основал «Открытую литературную школу Алматы» («ОЛША»). Сам Михаил Земсков так говорил об открытии:
«Лично у меня было ощущение, что что-то нужно делать, как-то нужно заполнить тот вакуум в литературном сообществе Алматы, который возник после смерти Ольги Борисовны (Ольга Маркова, основатель фонда „Мусагет“ — V), с закрытием „Мусагета“.»
В 2016-м году Михаил Земсков был награждён специальным призом «Русской премии» «За вклад в развитие и сбережение традиций русской культуры за пределами Российской Федерации» за руководство «Открытой литературной школы Алматы».
С 2018 года состоит в Казахстанском ПЕН-клубе.
В 2020-м году стал победителем фестиваля современной драматургии «Драма.kz» за пьесу «Пустые места».

## Творчество
«Михаил Земсков берётся осмыслить судьбу молодого интеллектуала в современном обществе. Он сам — своего рода европейский интеллектуал, воспитанный в Азии, человек, живущий универсальными для информационной цивилизации темами. Дитя мира, открывшего границы, он свободно переходит от острых социальных зарисовок к метафизической грусти, от утверждения к сомнению, от физической страсти к отвлечённой мечте.» Валерия Пустовая

### Книги
- «Перигей», роман — издательство «Бослен», 2009.
- «Сектант», роман — издательство «Эксмо», 2010.
- «Когда „Мерло“ теряет вкус», роман — издательство «САГА», 2013.
- «Саксофон Гавриила», роман, 2021.

### Публикации
- Журнал «Октябрь», № 4 за 2005 г. «О любви к Чайковскому»
- Журнал «Октябрь», № 5 за 2006 г. «Десять нот весёлого блюза»
- Журнал «Дружба Народов», № 8 за 2007 г. «Перигей»
- Журнал «Октябрь», № 5 за 2008 г. «Микророман в письмах»
- Журнал «Октябрь», № 5 за 2008 г. «Противостояние»
- Журнал «Дружба Народов», № 2 за 2009 г. «Когда „Мерло“ теряет вкус» (журнальный вариант)
- Журнал «Дружба Народов», № 10 за 2009 г. «Ботаник и принцесса»
- Журнал «Дружба Народов», № 6 за 2015 г. «Слабоумие»
- Журнал «Эсквайр», 2017 г. «Я знаю, что ты думаешь»
- Журнал «ЛиTerrатура», 2019 г. «Голосит»

### Пьесы
- «О любви к Чайковскому», монопьеса, 2005 г.
- «Правильная жизнь», комедия
- «Шипалы-тас» («Лерок»), пьеса, 2018
- «Пустые места», пьеса, 2020